# Asparagus subscandens
Asparagus subscandens är en sparrisväxtart som beskrevs av Fa Tsuan Wang och Sing Chi Chen. Asparagus subscandens ingår i släktet sparrisar, och familjen sparrisväxter. Inga underarter finns listade i Catalogue of Life.